# Kościół Najświętszego Serca Pana Jezusa w Tarnowie
Kościół Najświętszego Serca Pana Jezusa – rzymskokatolicki kościół parafialny należący do dekanatu Tarnów Wschód diecezji tarnowskiej. Znajduje się na tarnowskim osiedlu Grabówka.

## Historia
Jest to świątynia wzniesiona w latach 1935-39 według projektu warszawskiego architekta Konstantego Jakimowicza. Do 1939 roku został zbudowany korpus świątyni oraz wieże do wysokości ścian świątyni. Tymi pracami z upoważnienia Kurii Diecezjalnej kierował błogosławiony ks. Roman Sitko. W czasie II wojny światowej prace budowlane zostały przerwane, a nieukończona świątynia pełniła funkcję magazynu armii niemieckiej oraz stajni dla koni armii sowieckiej. Budowa świątyni została wznowiona w 1947 roku i zakończyła się w 1952 roku, m.in. podwyższone zostały w tym czasie obydwie wieże według projektu Romana Łomnickiego. Nie została zrealizowana natomiast dekoracja rzeźbiarska, która według pierwotnych planów miała ozdabiać elewację frontową. Pomimo wprowadzenia pewnych modyfikacji świątynia jest najlepszym w diecezji tarnowskiej przykładem sakralnej architektury modernistycznej. Jeszcze przed zakończeniem prac budowlanych w 1949 roku biskup tarnowski Jan Stepa erygował przy świątyni parafię. W latach 1962–63 zostało przebudowane prezbiterium, natomiast w 1978 roku dach świątyni został pokryty blachą miedzianą. Konsekracja świątyni miała miejsce w 1984 roku i dokonał jej biskup tarnowski Jerzy Ablewicz. 

## Architektura
Budowla reprezentuje architekturę modernistyczną z elementami klasycyzmu redukcyjnego. Została wzniesiona z cegły i żelbetu i jest otynkowana. Korpus świątyni jest trzynawowy, w formie bazylikowej z transeptem, sześcioma płytkimi, zblokowanymi kaplicami umieszczonymi przy nawach bocznych oraz dwiema wieżami z przodu. Prezbiterium jest zamknięte ścianą o łuku lekko spłaszczonym, przy nim od strony zachodniej znajduje się zakrystia, a od strony wschodniej kaplica. Część prezbiterialna znacznie jest podwyższona w stosunku do korpusu nawowego. Wnętrze nakrywają stropy żelbetowe podparte wysokimi filarami, w korpusie nawowym podwójnymi. Fasada jest ozdobiona dwiema wieżami o jednakowej wysokości z kruchtami w przyziemiach, poprzedza ją żelbetowy podcień podparty filarami i posiadający zadaszenie łączące się z dachami kaplic przy nawach bocznych. Pomiędzy wieżami, nad podcieniem, znajduje się mozaika przedstawiająca Chrystusa Dobrego Pasterza, wykonana przez Bogdanę i Anatola Drwalów. Okna świątyni są duże, prostokątne, natomiast w kaplicach bocznych małe i koliste. Nawę główną i transept nakrywają spłaszczone dachy dwuspadowe, nawy boczne i kaplice dachy pulpitowe, a wieże spłaszczone dachy namiotowe.

## Organy
Organy zostały wybudowane przez firmę Zych w 2016 roku. Posiadają mechaniczną trakturę gry. Ich dyspozycja nawiązuje do francuskich organów symfonicznych. Instrument poświęcił 27 listopada 2016 bp. Andrzej Jeż, ordynariusz diecezji tarnowskiej.
Dyspozycja instrumentu:
| Manuał I               | Manuał II              | Manuał III              | Pedał             |
|                        | Positif                | Recit expressif         |                   |
| ---------------------- | ---------------------- | ----------------------- | ----------------- |
| 1. Montre 16'          | 1. Bourdon 16'         | 1. Flute traversiere 8' | 1. Soubasse 32′   |
| 2. Montre 8'           | 2. Montre 8'           | 2. Cor de nuit 8'       | 2. Flute 16'      |
| 3. Flute harmonique 8' | 3. Salicional 8'       | 3. Viole de Gamba 8'    | 3. Soubasse 16'   |
| 4. Gambe 8'            | 4. Flute a cheminee 8′ | 4. Voix celeste 8'      | 4. Flute 8'       |
| 5. Bourdon 8'          | 5. Prestant 4'         | 5. Flute octaviante 4'  | 5. Violoncelle 8' |
| 6. Prestant 4          | 6. Flute douce 4'      | 6. Nasard harm. 2 2/3'  | 6. Flute 4'       |
| 7. Doublette 2'        | 7. Nasard 2 2/3        | 7. Octavin 2'           | 7. Bombarde 16'   |
| 8. Cornet 5x           | 8. Quarte de Nasard 2′ | 8. Plein jeu 3-5x       | 8. Trompete 8'    |
| 9. Fourniture 5x       | 9. Tierce 1 3/5'       | 9. Cornet 5x            | 9. Clairon 4′     |
| 10. Trompete 8'        | 10. Mixture 5x         | 10. Bombarde 16'        |                   |
| 11. Clairon 4'         | 11. Cromorne 8'        | 11. Trompette harm. 8'  |                   |
|                        |                        | 12. Hautbois 8'         |                   |
|                        |                        | 13. Voix humaine 8'     |                   |
|                        |                        | 14. Clairon harm. 4     |                   |